# Mentera Barruelo
Mentera Barruelo es una localidad del municipio de Ruesga (Cantabria, España). En el año 2008 contaba con una población de 123 habitantes (INE). La localidad se encuentra a 169 metros de altitud sobre el nivel del mar, y a 9 kilómetros de la capital municipal, Riva. Se dice que Barruelo puede ser un barrio de Mentera.
- Datos: Q6010342